# Институт техничких наука САНУ
Институт техничких наука САНУ је један од осам института САНУ основан у Београду 15. јула 1947. године. Институт обавља основна и примењена истраживања у области техничко-технолошких и природних наука.

## Историјат
Институт техничких наука Српске академије наука и уметности основан је 1947. године под називом Машински институт Српске академије наука у контексту индустријализације и технолошког развоја у Југославији после Другог светског рата. Све до краја шездесетих година XX века област истраживања Института била је ограничена на поље машинства да би се његовом реорганизацијом, проширила на све техничке науке. У Институту је од средине седамдесетих година изражена оријентација ка мултидисциплинарним истраживањима нових материјала и технологија – од електронских, преко оптичких и каталитичких, до биоматеријала и фармацеутских материјала. Почетком 21. века институт је свој фокус усмерио на природне науке. Данас се стреми ка повезивању пројеката природних наука и технолошког развоја како би се Институт једним делом вратио проблематици дефинисаној при свом оснивању.

## Директори
- Академик Владимир Фармаковски, 1947-1954.
- Др Душан Величковић, 1954-1963.
- Академик Ненад Зрнић, 1963-1981.
- Др Бранислав Билен 1981-2001.
- Др Драган Ускоковић 2001-2011.
- Академик Зоран Г. Ђурић, 2011-2021
- Академик Антоније Ђорђевић, 2021-2022
- Др Милош Томић 2022-[3]